# Deraeocoris olivaceus
Deraeocoris olivaceus, auch Weißdorn-Halsringweichwanze genannt, ist eine Wanzenart aus der Familie der Weichwanzen (Miridae).

## Merkmale
Die Wanzen werden 8,5 bis 10,5 Millimeter lang. Sie sind verhältnismäßig groß und haben eine ziegelrote Grundfarbe. Man kann die Weibchen mit Deraeocoris flavilinea verwechseln, welche jedoch kleiner sind und mehr Orange in ihrer Färbung besitzen. Auch fehlen ihnen die langen Haare an den Seiten des Pronotums. Die Nymphen sind grau-braun und tragen auffällige schwarze Borsten.

## Vorkommen und Lebensraum
Die Art ist in Europa mit Ausnahme des Nordens und des Südens und östlich bis Sibirien und über Zentralasien bis nach China, Japan und Korea verbreitet. In Deutschland ist sie bis an den Nordrand der Mittelgebirge nachgewiesen, vereinzelt auch im Norddeutschen Tiefland. In Österreich ist sie nur vereinzelt, aber in allen Bundesländern nachgewiesen. Sie ist lokal manchmal nicht selten.

## Lebensweise
Die Wanzen ernähren sich räuberisch und leben auf älteren, verholzten Rosengewächsen (Rosaceae) an sonnigen Standorten. Man findet sie besonders an Weißdornen (Crataegus) und Schlehe (Prunus spinosa), ansonsten auch an Obstbäumen wie Äpfeln (Malus), Birnen (Pyrus) und Echter Zwetschge (Prunus domestica). Sehr selten kann man sie auch an Laubbäumen aus anderen Pflanzenfamilien, wie etwa an Eichen (Quercus), Haseln (Corylus) oder Eschen (Fraxinus) finden. Zu ihrer Nahrung zählen vor allem Blattläuse und Blattflöhe, insbesondere deren Larven und Eier von anderen Insekten. Ältere Nymphen und Imagines saugen auch an Schmetterlingsraupen, wie etwa den Raupen der Gespinst- und Knospenmotten (Yponomeutidae). Selten saugen sie auch an den Reproduktionsorganen der Wirtspflanzen. Die Überwinterung erfolgt als Ei. Die Wanzen schlüpfen ab Ende April; ab Juni, unter guten Bedingungen auch schon ab Mitte Mai können adulte Wanzen auftreten, die nach der Reproduktion jedoch rasch sterben. Im August findet man nur mehr vereinzelt Weibchen.

## Belege